# Anabarbaai
De Anabarbaai (Russisch: Анабарский залив; Anabarski zaliv) is een baai in het zuidwesten van de Laptevzee en vormt de monding van de Anabarrivier, die hier als de Anabarboezem de baai instroomt. De baai ligt tussen het Nordvik-schiereiland met kaap Joerdjoek-Chaja in het westen en het vasteland met de heuvelrug Krjazjpronnisjtsjeva in het oosten. De baai heeft een lengte van 67 kilometer en aan de monding een breedte van 76 kilometer. De gemiddelde diepte is 3 tot 12 meter in het centrale deel. De baai is van oktober tot juli bevroren.
Ten noordwesten van de baai ligt het eiland Groot-Begitsjev.